# Fastnachtsdienstag
Der Fastnachtsdienstag (auch Faschingsdienstag, Karnevalsdienstag, Fasnets-Zeisdig, Fasnachtsdienstag oder Veilchendienstag oder Narrenkirchweih) ist die Bezeichnung für den letzten der Karnevalstage, den Tag nach dem Rosenmontag. Als letzter Tag vor dem Beginn der Fastenzeit am Aschermittwoch kommt ihm im Brauchtum oftmals eine besondere Bedeutung zu. In einigen Regionen, in denen Karneval gefeiert wird, stellt er den Höhepunkt der Feiertage dar. International ist dieser Tag auch als Mardi Gras („fetter Dienstag“) oder „Shrove“ oder „Pancake (Tues)day“ bekannt.
Es gibt mehrere Bräuche, mit denen in der Nacht zum Aschermittwoch der Karneval um Mitternacht beendet wird. Hierzu gehören die Nubbelverbrennung und die symbolische Beerdigung des Karnevals.

## Hintergrund
Die früher übliche Bezeichnung als Beichtdienstag deutet eher als die mittlerweile gebräuchlichen Bezeichnungen auf die religiöse Bedeutung des Fastnachtsdienstags in der römisch-katholischen Kirche hin: als Tag des vierzigstündigen Gebets und der geistlichen Vorbereitung auf die am Aschermittwoch beginnende Fastenzeit. Diese Zeit vor der Aussetzung des Allerheiligsten verband sich auch mit dem Gebet zur stellvertretenden Sühne für die im Karneval begangenen Sünden.
Viele der Bräuche haben in alten Fastenordnungen und ihren Speisevorschriften ihren Ursprung. Speisen, die bevorzugt an den Karnevalstagen gegessen werden, enthalten besonders die Zutaten, deren Verzehr in der Fastenzeit früher nicht erlaubt war. Dazu gehören unter anderem Eier und fettreiche Speisen, weshalb in vielen Ländern (so in den Vereinigten Staaten, in Frankreich, Italien, Schweden und im Saarland) dieser Tag auch „fetter Dienstag“ genannt wird.

## Datum
Da der Fastnachtsdienstag der Tag vor dem Aschermittwoch ist, hängt auch er vom Datum des Osterfestes ab. Der frühestmögliche Termin für den Fastnachtsdienstag ist der 3. Februar, der spätestmögliche ist der 9. März, was erst wieder im Jahr 2038 der Fall sein wird.
| Jahr | Datum Fastnachtsdienstag |
| ---- | ------------------------ |
| 2025 | 04. März                 |
| 2026 | 17. Februar              |
| 2027 | 09. Februar              |
| 2028 | 29. Februar              |
| 2029 | 13. Februar              |
| 2030 | 05. März                 |

## Regionales Brauchtum
In vielen Orten gibt es auch an diesem Tag traditionelle Karnevalsumzüge. Der größte findet unter dem Namen Veilchendienstagszug in Mönchengladbach am Niederrhein statt. In Köln und Orten der Umgebung haben sich seit den 1960er Jahren Karnevalszüge in den Vierteln und Vororten etabliert, wobei oft die Wagen und Truppen der ansässigen Vereine und Schulen aus den sonntäglichen Schull- un Veedelszöch oder dem Rosenmontagszug erneut eingesetzt werden.
Musikgruppen haben bei der Verteilung der Züge einer Region auf mehrere Tage die Möglichkeit, an mehreren Orten im Zug mitzuwirken. Gruppen, die sich nicht an den zentralen Umzügen beteiligt haben, sind bei den Dienstagsumzügen ebenfalls zu finden. Häufig gehen bei diesen Umzügen auch Kinder mit, denen der lange Zugweg der großen Züge zu beschwerlich ist. Während sich vielerorts das Karnevalstreiben dem Ende nähert, wird im Neuwieder Stadtteil Heimbach-Weis der karnevalistische Höhepunkt mit einem Umzug gefeiert, ebenfalls in Alfter, Rheinbach, Attendorn und Ramstein-Miesenbach. Im Trierer Stadtteil Biewer findet an diesem Tag der Schärensprung statt. In München bildet der Tanz der Marktfrauen den Höhepunkt des Münchner Straßenfaschings.

### Breetlooksdienstag
Im Krefelder Stadtteil Hüls wird der Tag Breetlooksdienstag genannt. Alle zwei Jahre findet hier der traditionelle Karnevalsumzug statt. Zentrale Figur der lokalen Karnevalssymbolik ist die Trina.

### Schissmelledienstag
In Mainz-Mombach findet der letzte Zug der Mainzer Fastnachtskampagne statt, der den Namen Schissmelledienstagszug trägt. Diese Abgrenzung zum Rosenmontag leitet sich von den Melden ab und bezieht sich auf eine einstmalige Plage der örtlichen Landwirtschaft.

### Klingeldienstag
In der westfälischen Stadt Beckum wird der Dienstag vor Aschermittwoch Klingeldienstag genannt. Bis in die 1970er Jahre bestand der Brauch des Klingelns, bei dem Kinder – ähnlich den Halloween-Bräuchen – verkleidet durch die Straßen liefen und an den Haustüren klingelten (vergleiche Heischebrauch).

### Nelkendienstag
In Olfen in Westfalen wird der Dienstag als Nelkendienstag bezeichnet. Jedes Jahr findet an diesem Tage der große Nelkendienstagszug statt. Die Bezeichnung ist auch in einigen umgebenden Nachbarstädten übernommen worden.

### Güdiszyschtig
In der Zentralschweiz nennt man die beiden Tage vor Aschermittwoch Güdismäntig und Güdiszyschtig. An der Luzerner Fasnacht versammeln sich am Dienstagabend die Guggenmusiken zu einem großen Umzug – dem „Monstercorso“ – durch die Stadt.

### Fastnachtsverbrennung
In der schwäbisch-alemannischen Fastnacht findet am Fastnachtsdienstag oft eine Verbrennung der durch eine Figur oder Puppe personifizierten Fastnacht statt. Ähnlich wie die Nubbelverbrennung im Rheinland markiert dies das Ende der Fastnachtssaison.

### Schübligziischtig und Chlinä Ziischtig
In der Region Zürich wird der Tag Schübligziischtig genannt, da an diesem Tag traditionell ein Schüblig (eine Wurstspezialität) gegessen wird. „Ziischtig“ ist im Schweizerdeutschen das Wort für Dienstag. Bei diesem Heischebrauch ziehen Kinder mit dem „Schnappsack“ von Haus zu Haus, wo sie gegen ein Lied oder ein Sprüchlein Gebäck oder Süßigkeiten bekommen. Ansonsten wird der Tag in der Schweiz auch als „Chlinä Ziischtig“ (kleiner Dienstag) bezeichnet.

### Pancake Day
Im englischsprachigen Raum heißt der Fastnachtsdienstag eigentlich Shrove Tuesday (Beicht-Dienstag), wird jedoch auch Pancake Day oder Pancake Tuesday (‚Pfannkuchentag‘ bzw. ‚Pfannkuchen-Dienstag‘) genannt.
Traditionell werden im Vereinigten Königreich, in Nordamerika und in einigen anderen Regionen mit britischem Einfluss an diesem Tag Pfannkuchen gegessen. Darüber hinaus gibt es weitere Bräuche rund um den Pfannkuchen. Dazu gehören Pfannkuchenwettrennen, wie das in Olney (England), das als Ursprung dieser Tradition gilt, oder organisierte Pfannkuchenessen für wohltätige Zwecke.

### Mardi Gras
Als Mardi Gras („fetter Dienstag“) wird der Fastnachtsdienstag in französischen und französisch geprägten Regionen gefeiert. Dazu gehören neben Frankreich auch das französischsprachige Kanada. Bekannt ist der Mardi Gras auch durch die Karnevalsfeiern in den Südstaaten der USA, die unter anderem in New Orleans oder Mobile stattfinden.